# Наумов, Андрей Витальевич
Андре́й Вита́льевич Нау́мов (род. 13 ноября 1974, Лебяжье, Кировская область) — российский учёный-физик, специалист в области оптики и спектроскопии. Доктор физико-математических наук (2009), член-корреспондент Российской академии наук (2022 год), профессор Российской академии наук (РАН) (2016).
- Руководитель Троицкого обособленного подразделения, включающего «Троицкий технопарк ФИАН» г. Троицк (ТОП ФИАН)
- Заведующий отделом спектроскопии конденсированных сред, заведующий лабораторией электронных спектров молекул Института спектроскопии РАН (ИСАН).
- Заведующий кафедрой теоретической физики им. Э. В. Шпольского Московского педагогического государственного университета (МПГУ).

## Биография
Родился	13 ноября 1974 года в посёлке Лебяжье (Кировская область).
Учился (1991—1996) в Вятском государственном педагогическом университете (в наст. вр. Вятский государственный университет).
В 2009—2018 годах — заместитель директора по научной работе, заведующий отделом молекулярной спектроскопии Института спектроскопии РАН (ИСАН).
С 2015 года — член дирекции Совета по квантовой электронике и оптике Европейского физического общества (англ. Quantum Electronics and Optics Division, European Physical Society). Член Координационного совета профессоров Российской академии наук. Автор 94 печатных работ в рецензируемых изданиях, из них 3 монографии, 93 статьи индексированы в базе Web of Science.
Председатель организационного комитета Троицкой школы повышения квалификации преподавателей физики «Актуальные проблемы физики и астрономии: Интеграция науки и образования»
Председатель программного комитета ежегодной Международной молодёжной научной школы «Когерентная оптика и оптическая спектроскопии (КООС)» (Казань, Российская Федерация). Председатель организационных комитетов международных конференций.
Получатель грантов Президента РФ для молодых кандидатов (2005, 2007) и докторов наук (2009, 2012).
Руководитель ведущей научной школы РФ «Оптико-спектральная наноскопия квантовых объектов и диагностика перспективных материалов» (грант Президента РФ НШ-776.2022.1.2).

## Награды, звания и премии
- Грант Президента РФ для поддержки ведущих научных школ РФ[5]
- Почетная грамота Министра науки и высшего образования РФ за значительные заслуги в сфере научной, научно-технической, инновационной деятельности (2022)
- Благодарность Президента РАН за активное участие в решении задач РАН (2020)
- Диплом финалиста конкурса на соискание премии РАН 2019 года за лучшие работы по популяризации науки.[6]
- Звание «Человек года» города Троицка (номинация «Город и общество»)[7] (2017)
- Лауреат 3-го Международного конкурса научных работ в области нанотехнологий (2010)
- Медаль Российской академии наук для молодых ученых (2004)
- Медаль Academia Europaea (2004)
- The Young Research Award of Wiley-VCH and Physica Status Solidi (2004)

## Публикации
Основные работы посвящены селективной лазерной спектроскопии и флуоресцентной микроскопии сверхвысокого пространственного разрешения (наноскопии) примесных конденсированных сред и нанообъектов.
Индекс Хирша — 27, число цитирований — 2149.
ПЕРСОНАЛЬНЫЕ ПРОФИЛИ ИССЛЕДОВАТЕЛЯ:

- Scopus_Author_ID 7201349036: https://www.scopus.com/authid/detail.url?authorId=7201349036
- РИНЦ_Author_ID 35867: https://elibrary.ru/author_items.asp?authorid=35867
- ORCID_ID 0000-0001-7938-9802: http://orcid.org/0000-0001-7938-9802
- MR_Author_ID 46016: http://www.mathnet.ru/eng/person46016
- Web_of_Science_ResearcherID E-8905-2010: http://www.researcherid.com/rid/E-8905-2010

## Редколлегии
- Заместитель главного редактора международного рецензируемого журнала «Известия Российской академии наук: серия физическая» («Bulletin of the Russian Academy of Sciences: Physics»)[10]
- Главный редактор журнала «Фотоника»
- Член редакционной коллегии журнала «Письма в ЖЭТФ».
- Член редакционной коллегии журнала «Физика в школе».